# Lobke Berkhout
Lobke Berkhout (Amsterdam, 11 november 1980) is een Nederlands zeilster en vijfvoudig wereldkampioene in de 470-klasse.
Ze begon in 1990 met zeilen en vanaf 2001 kwam ze uit in de 470-klasse. Samen met Marcelien de Koning werd ze in 2005 voor het eerst wereldkampioen in deze klasse. Deze prestatie leverde hun de uitverkiezing tot Sportploeg van het jaar op. In 2006 en 2007 slaagden zij erin hun titel te prolongeren, een unieke prestatie voor Nederlandse zeilers in een Olympische klasse. Ze vertegenwoordigde Nederland op de Olympische Zomerspelen 2008 in Peking en veroverde samen met De Koning de zilveren medaille in de 470-klasse.
Na de Olympische Spelen van 2008 ging Berkhout verder in de 470-klasse met stuurvrouw Lisa Westerhof. Ze gaven hun campagne een gouden start door meteen wereldkampioen te worden bij de WK 2009 in Denemarken. In 2012 volgde de bronzen medaille bij de Olympische Spelen in Londen.
Berkhout is lid van WSV Hoorn. In oktober 2012 beëindigde ze haar carrière als zeiler.
In april 2013 werd ze benoemd tot erelid van het Watersportverbond.
Zij was in 2014 te zien in de vijftiende reeks van Expeditie Robinson. Daarin werd zij er net voor de halve finale uit gestemd door haar medekandidaten.
In 2018 ging ze samenwerken met Afrodite Zegers in de 470-klasse om toe te werken naar de Olympische Spelen in Tokio in 2021. Hier eindigde het duo op de tiende plaats.

## Titels
samen met Marcelien de Koning:
- Wereldkampioene 470-klasse - 2005, 2006, 2007
- Conny van Rietschoten Trofee - 2005, 2006
- Sportploeg van het Jaar - 2005
- - Olympische Zomerspelen 2008

samen met Lisa Westerhof:
- Wereldkampioene 470-klasse - 2009, 2010
- - Olympische Zomerspelen 2012